# Bokö-Oxnö naturreservat
Bokö-Oxnö är ett naturreservat i Trosa kommun i Södermanlands län.
Området är naturskyddat sedan 1984 och är 338 hektar stort. Reservatet omfattar ön Bokö-Oxnö med kringliggande småöar kobbar och vattenytor. Det består av tallar, gamla granar och lövskog.